# Șampanie și melodii
Șampanie și melodii (titlul original: în germană Auf der Sonnenseite / Wollen wir wetten) este un film de comedie-muzicală est-german, realizat în 1962 de regizorul Ralf Kirsten, ceea ce l-a făcut pe Manfred Krug, care a jucat aici un rol autobiografic, un favorit al publicului.
Alți protagoniști ai filmului sunt actorii Marita Böhme, Marita Böhme, Heinz Schubert și Fred Mahr.

## Rezumat
Tânărul topitor de oțel Martin Hoff este un muzician și actor talentat, motiv pentru care compania sa îl deleagă la școala de actorie. Dar din moment ce este și extrem de încrezut și destul de rebel, în curând zboară din școală. La petrecerea lui de rămas bun, el întâlnește o tânără femeie încântătoare care, pur și simplu îl părăsește, din cauza comportamentului său insistent. Un pariu cu prietenii săi și, de asemenea, o voce interioară îl determină să caute străina.
Auzind că ar trebui să fie pe un șantier și Martin aleargă să o caute acolo. Este surprins când Ottilie Zinn, șefa șantierului, este persoana pe care el o căuta. Martin își dă toată silința, atât profesional, cât și artistic, pentru a o cuceri pe Ottilie, ceea ce și reușește în cele din urmă. De asemenea, el primește din nou o delegare la școala de teatru și curând devine un star de succes.

## Distribuție
- Manfred Krug – Martin Hoff
- Marita Böhme – Ottilie Zinn
- Heinz Schubert – Felix Schnepf
- Fred Mahr – Jens Krüger
- Gert Andreae – Matze Wind
- Günter Naumann – șoferul șenilatei
- Peter Sturm – intendentul
- Carola Braunbock – lector de formare a vorbirii
- Gerd E. Schäfer – lector
- Werner Lierck – directorul Bau-Union-ului
- Horst Friedrich – Șef departamentului LVB
- Willi Schwabe – directorul THS
- Willi Neuenhahn – un spectator
- Rolf Herricht – un partener de pariuri
- Rolf Römer – un partener de pariuri
- Heinz Lyschik – un partener de pariuri
- Werner Senftleben – șeful casei de cultură
- Karl-Ernst Sasse – instructorul de ritmică
- Fred Delmare – supraveghetorul
- Hans-Eberhard Gäbel – instructorul de scrimă
- Otto Stark – fluierătorul
- Walter E. Fuß – poștașul
- Hans Hardt-Hardtloff – șoferul de camion
- Joachim Tomaschewsky – taximetristul
- Jutta Wachowiak – cântăreață / studentă la teatru

## Premii
- Creatorii filmului (G. Steineckert, H. Kahlau, R. Kirsten, H. Heinrich, Manfred Krug) au primit premiul „Heinrich Greif”, clasa I-a.